# الألعاب الأولمبية الشتوية 1960

شعار الألعاب الأولمبية الشتوية 1960.

أقيمت الألعاب الأولمبية الشتوية لسنة 1960 في مدينة سكاو فالي الأمريكية
1. 1 2  "Squaw Valley 1960" (بالإنجليزية). International Olympic Committee. Retrieved 2019-11-20.